# Clausenia josefi
Clausenia josefi är en stekelart som beskrevs av Rosen 1965. Clausenia josefi ingår i släktet Clausenia och familjen sköldlussteklar.
Artens utbredningsområde är:
- Italien.
- Israel.
- Kroatien.

Inga underarter finns listade i Catalogue of Life.